# Ballarida comuna
La ballarida comuna (Hypecoum imberbe) és una espècie de papaveràcia. Es caracteritza per la rara característica de tenir les flors dissimètriques.

## Noms vernacles
afogablats (C), ballarides (C), ballarina, ballerina, comí cornut (C), cubill, cubills (C), pamplina (B), sabatons de la Mare de Déu (C), xinella de la Mare de Déu (C) i xinel·les de la Mare de Déu (C).

## Etimologia
- Hypecoum: procedeix del grec ὑπήκοον (hypēkoon, obedient). Per ser una planta narcòtica amb què es fa submisa la voluntat.[4] Encara que també que prové de la paraula grega per descriure el so que fan les llavors seques dins la beina.[5]
- imberbe: prové de la paraula llatina imberbis (jove, sense experiència). Compost pel prefix in- (sense) i berbis (barba).[6] Aquest epítet fa al·lusió a ser una de les flors més primerenques de la primavera.[7]

## Descripció
Teròfit herbaci, multicaule, glabre i de color verd clar. Les tiges mesuren de 5 a 45 cm i són erectes. Les fulles basals 2-3 pinnatisectes, amb segments terminals estrets, linears, dilatats cap a l'àpex, aguts, bi o trífids. Les divisions d'últim ordre són ovado-lanceolades, senceres, dentades o pinntífides i mucronades. Les estípules són membranoses. La inflorescència és un dicasi format per 1-18 flors, amb bràctees profundament dividides. Les flors són hermafrodites, hipògines i zigomorfes. Els pedicels mesuren fins a 4,5 cm en l'antesi, allargant-se lleugerament en la fructificació. Presenta quatre pètals, grocs-ataronjats. Els 2 externs mesuren entre 6-10 de llarg x 6-12 mm d'ample, són trilobulats, amb el lòbul central verdós en el dors, més o menys aquillat i amb els lòbuls laterals plans, d'igual grandària o majors que el central. Els dos pètals interns tripartits, amb taques negres en la base i amb lòbuls laterals sencers i de longitud variable. El lòbul central és allargat. Té dos sèpals verds de 3-5 x 1-2 mm, lanceolats i denticulats. Els quatre estams són desiguals, amb els filaments alats. Les anteres fan 1,5-2,5 mm i són linears. Els filaments dels estams mitjans són estretament triangulars. El pol·len és de color taronja groguenc. L'estil acaba en dos estigmes filiformes. L'ovari és súper. El fruit és una càpsula, erecta, indehiscent, estriada i estreta, sovint arquejada, de 2-3 mm d'amplària màxima, amb artells de 2,5-5 mm. Les llavors tenen forma de D i són de color bru fosc. Floreix de febrer a juliol. Al·lògama. El seu nombre cromosòmic és 2n = 16.

## Hàbitat i distribució
Viu en camps de cultiu i considerada una adventícia i a les vores de camins. Sempre sobre sòls fèrtils i generalment calcaris o margosos. No suporta l'ombra. És una planta molt rústica que suporta grans variacions de temperatura. Creix sobre sòls secs, feblement àcids (pH 4,5-7,5), i principalment sòls rics. És una planta indicadora de riquesa de nutrients i de sequedat moderada. Fins als 1200 msnm.
Distribució mediterrània i irano-turaniana (Europa mediterrània i Xipre). Es troba a quasi tota la península Ibèrica, excepte les àrees costaneres septentrionals (Cornisa Cantàbrica) i occidentals. També es troba a tots els Països Catalans generalment des del nivell del mar als 1.000 m, de vegades fins als 1.500 m d'altitud.

## Usos
És una font important de pol·len per a les abelles i abans de la difusió del gira-sol, les seues llavors eren l'aliment preferit de les tórtores. Com totes les papaveràcies conté alcaloides, que poden resultar perillosos per a la salut humana. S'utilitzava junt amb els morrons com a herba de pastura per a l'aviram, d'ací que es conega amb el nom de pamplina, nom castellà per a morrons (Stellaria media).

## Galeria

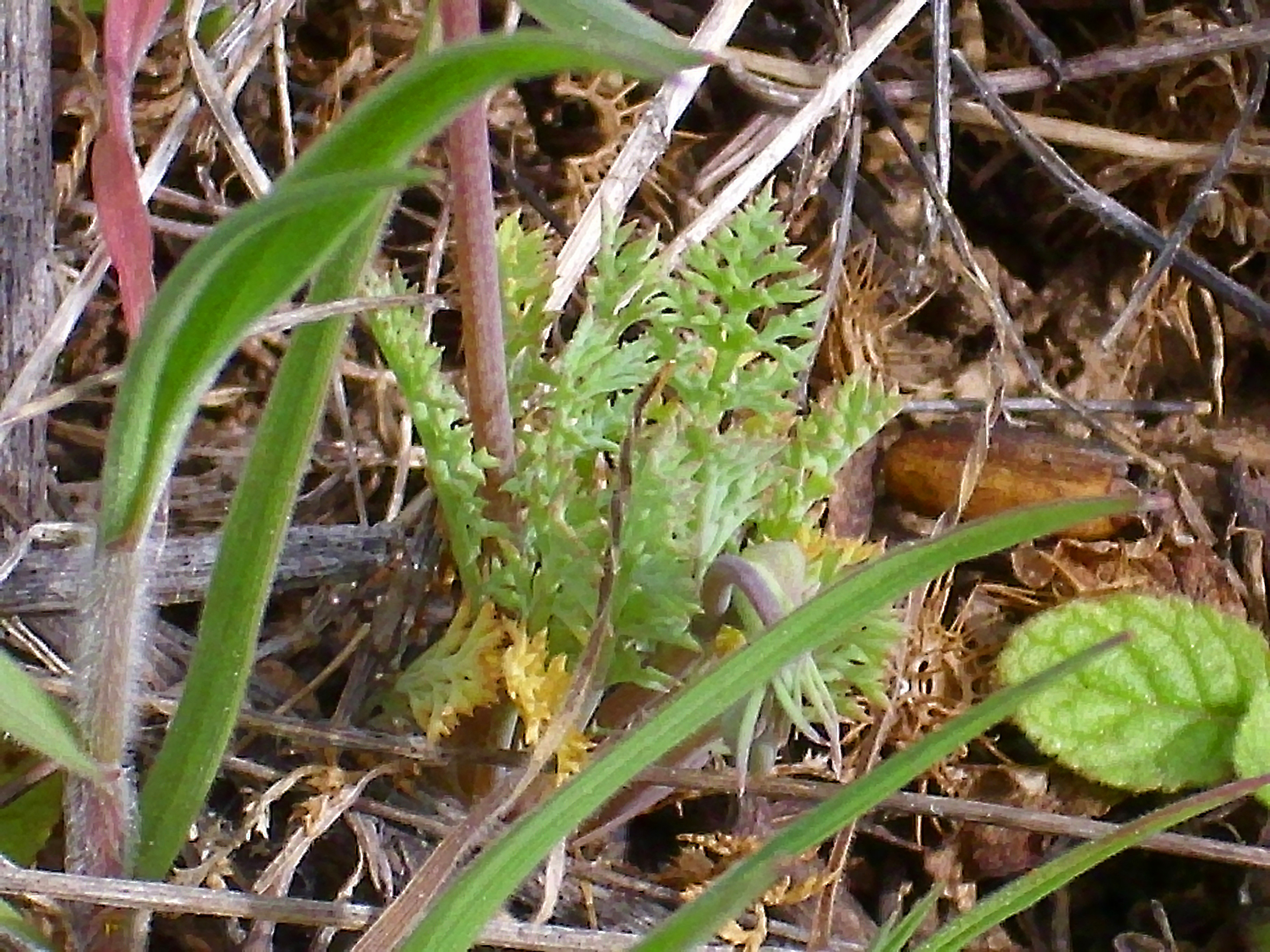
Tija i fulles
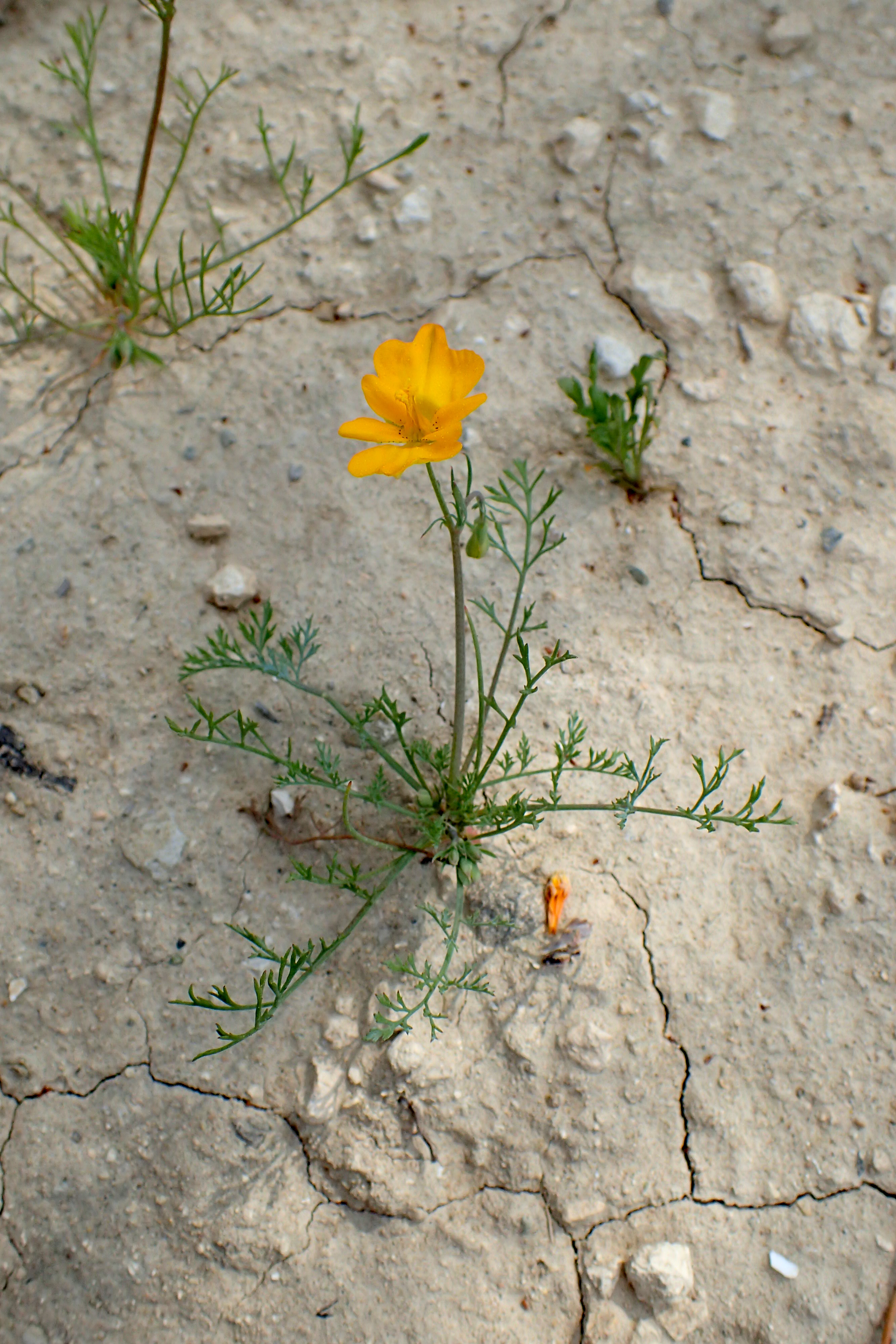
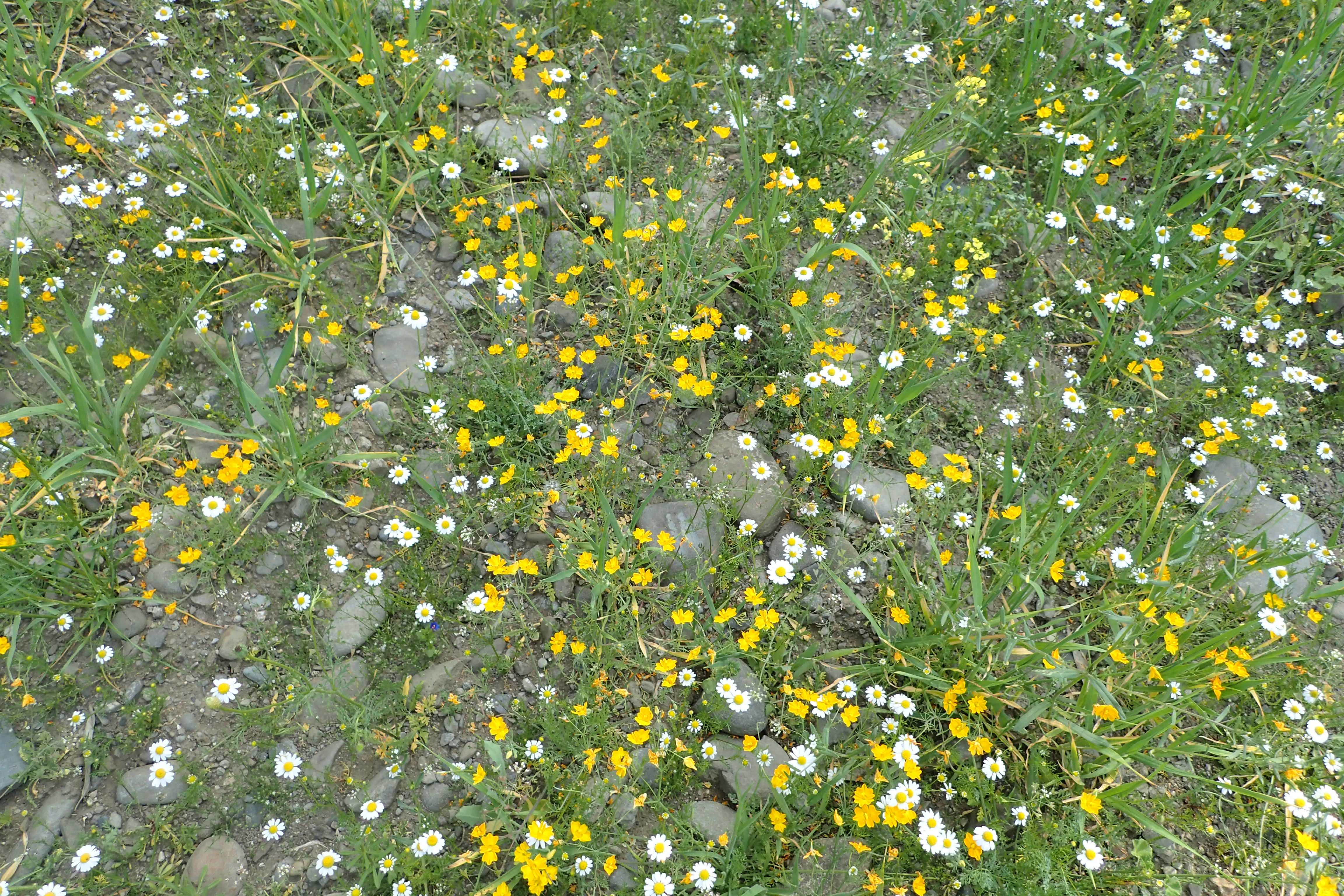